# Емельянов, Владимир Макарович
Владимир Макарович Емельянов (26 июля [7 августа] 1847, Муром, Владимирская губерния — 2 марта 1923, Муром, Владимирская губерния) — российский государственный и общественный деятель, городской голова города Мурома (1892—1898); купец второй гильдии, потомственный почётный гражданин, член Попечительского совета Муромской женской гимназии, староста Воскресенской церкви, а также основатель первой частной пожарной команды в Муроме и действительный член Императорского российского пожарного общества.

## Биография
Родился 26 июля 1847 года в Муроме в купеческой семье.
1 января 1865 года Емельяновым была организована в Муроме собственная пожарная команда, а с 1888 года он становится заведующим городским пожарным депо. В 1898 году при его участии в городе было организовано Добровольное пожарное общество. 20 ноября 1910 года по постановлению муромской Городской думы городской голова И. П. Мяздриков, его предшественник — Е. И. Зворыкин и купец Н. В. Суздальцев преподнесли В. М. Емельянову приветственный адрес и подарки в связи с 45-летием пожарной деятельности.
В марте 1869 года был избран вместо своего отца церковным старостой Воскресенской церкви города Мурома. В 1895 году произвёл ремонт Воскресенской колокольни обошедшийся ему в 1000 руб. В должности состоял 48 лет (до 31 июля 1917 года), когда его сменил купец Федор Евдокимович Никитин.
В 1881 году избран в члены Сиротского суда. В 1884 году был избран в члены Городской управы (в 1888 году избран вторично).
15 октября 1891 года скончался городской голова Василий Михайлович Русаков и Емельянову как его заместителю, пришлось принять все дела, чтобы дослужить до срока остававшиеся 3 месяца. 15 января 1892 года Владимир Макарович был избран городской голова города Мурома на четырёхлетний срок, а также занял пост председателя Сиротского суда. В августе 1894 года вышло новое городовое положение и Емельянов был вновь переизбран городским головой на четырёхлетний срок.
В сентябре 1901 года соединённым собранием был избран попечителем Муромского реального училища и утверждён 12 января 1902 года.
16 мая 1913 года как представитель от Мурома встречал во Владимире императора Николая II.
1 января 1919 года собственный дом и флигель семьи Емельяновых былии национализированы властями, а сам хозяин оставлен жить как квартирант в двух комнатах в мезонине за плату за обе комнаты 35 рублей в месяц. В феврале 1919 года Емельяновская пожарная команда была также реквизирована.
Скончался 2 марта 1923 года в Муроме от голода и холода.

## Награды

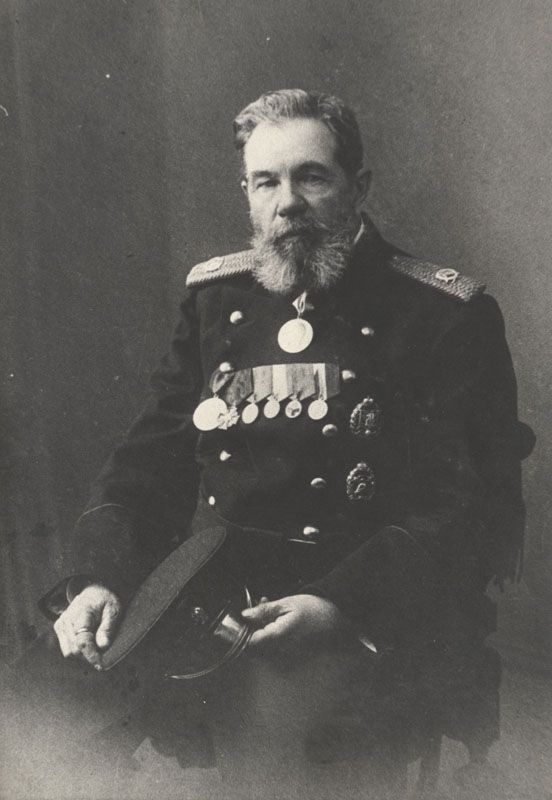

- Серебряная медаль «За усердие» на станиславской ленте за службу церковного старосты Воскресенской церкви.
- Серебряная медаль «За усердие» на аннинской ленте за городскую службу членом правления.
- Серебряная медаль «В память царствования императора Александра III» (5 апреля 1897; распоряжением владимирского вице-губернатора Н. П. Урусова от 4 апреля за № 2293).
- Бронзовая медаль «За труды по первой всеобщей переписи населения» (6 мая 1897; ВП 30 января 1897 года от 26 марта 1897 года за № 005750)
- Высочайшее благоволение (29 сентября 1897 года через Главу губернии о ВП от 25 сентября за № 149)
- Золотая медаль «За усердие» (ВП 1 апреля 1901 года)
- Золотая медаль «За усердие» от Учебного комитета (январь 1905)
- Золотая медаль «За усердие» на андреевской ленте по духовному ведомству (6 мая 1909)
- Орден Святой Анны 3-й степени (3 февраля 1912; как член счетного комитета Муромского отделения банка)
- Золотой наградной знак Императорского российского пожарного общества (1 января 1913)
- Медаль «В память 300-летия царствования дома Романовых» (3 января 1914)

## Семья
- Жена — Глафира Дмитриевна (в девичестве Засухина; 1848 — 15 июля 1909), повенчались 21 января 1868 года. Являлась попечительницей Муромской женской гимназии. Похоронена на Воскресенском кладбище.